# Merikalla
Merikalla este o arie protejată (arie specială de conservare — SAC, sit de importanță comunitară — SCI) din Finlanda întinsă pe o suprafață de 5.210 ha, integral pe uscat.

## Localizare
Centrul sitului Merikalla este situat la coordonatele 65°01′29″N 24°05′02″E / 65.0247°N 24.0839°E.

## Înființare
Situl Merikalla a fost declarat sit de importanță comunitară în martie 2012 pentru a proteja un număr necunoscut de specii din flora spontană și fauna sălbatică aflate în arealul zonei. Situl a fost protejat și ca arie specială de conservare în aprilie 2015.

## Biodiversitate
Situată în ecoregiunea boreală, aria protejată conține 1 habitat natural: Bancuri de nisip acoperite în permanență slab de apă marină.
La baza desemnării sitului se află un număr nedeclarat de specii protejate.